# Isabella Gomez
Pour les articles homonymes, voir Gomez.
Isabella Gomez est une actrice colombienne, née le 9 février 1998 à Medellín en Colombie. 
Entre 2017 et 2020, elle joue dans la sitcom comique Au fil des jours, qui la révèle au grand public et lui vaut l'Imagen Awards de la meilleure actrice de télévision dans un second rôle.

## Biographie

### Enfance et formation
Fille unique, Isabella Gomez démontre un certain intérêt pour le milieu du divertissement et de la comédie, en participant notamment à diverses publicités, dès l'âge de cinq ans. Sa famille déménage ensuite à Orlando (Floride) où elle reçoit des cours de la part d'un coach vocal pour l'aider à modérer son accent. En 2014, ils s'installent à Los Angeles afin qu'elle puisse se consacrer à sa carrière.

### Carrière
L'apprentie actrice décroche alors rapidement son premier contrat pour un rôle récurrent dans la première saison de la série télévisée d'action et d'espionnage Matador. Elle y incarne la jeune Christina Sandoval durant sept épisodes aux côtés de Nicky Whelan, Neil Hopkins et Alfred Molina. Deux ans plus tard, elle joue un rôle mineur, le temps d'un épisode de la septième saison de la série télévisée comique à succès, Modern Family. 
C'est en 2017 qu'elle se fait connaître lorsqu'elle est choisie pour incarner Elena Alvarez, une jeune adolescente studieuse, disciplinée et féministe, dans la sitcom comique Au fil des jours, diffusée sur les services Netflix. 
Basé sur la série éponyme de 1975, le show suit le quotidien d'une famille américaine d'origine cubaine, dont la mère de famille, Penelope (dit Lupita, incarnée par Justina Machado) infirmière débordée, se retrouve seule à devoir s'occuper de l'éducation de ses deux enfants, à la suite de sa séparation avec son époux militaire. Elle est finalement aidée par sa mère, l'excentrique Lydia (dit Abuela, incarnée par Rita Moreno). La série est un succès, rapidement renouvelée. Les intrigues autour des jeunes personnages sont notamment saluées ce qui lui permet de décrocher l'Imagen Awards de la meilleure actrice de série télé dans un second rôle, en 2017 et de participer à des conventions de fans.
En 2019, la série est finalement arrêtée à l'issue de la troisième saison. Cette décision entraîne une vague de contestation des fans sur les réseaux sociaux. La série est notamment appréciée pour sa représentation de la communauté latine ainsi que la mise en lumière d'un personnage adolescent ouvertement homosexuel. Une insatisfaction soutenue par Sony Pictures Television souhaitant aussi poursuivre l'aventure et cherchant un repreneur. Après des mois de mobilisation, la série est finalement reprise par le réseau POP TV qui renouvelle le programme pour une quatrième saison, qui sera ensuite proposée en rediffusion sur CBS,.
La même année, elle joue dans son premier long métrage, le vidéofilm A Cinderella Story: Christmas Witch aux côtés de Laura Marano. Puis, elle joue dans le film d'horreur indépendant Initiation écrit et réalisé par John Berardo avec Lochlyn Munro, Yancy Butler, Jon Huertas, Gattlin Griffith et Bart Johnson.

## Filmographie

### Cinéma

#### Longs métrages
- 2019 : A Cinderella Story: Christmas Wish de Michelle Johnston : Isla (vidéofilm)
- 2020 : Initiation de John Berardo : Kylie

#### Courts métrages
- 2019 : Jelly d'Ariela Barer : Emmie

### Télévision

#### Séries télévisées
- 2014 : Matador : Christina Sandoval (saison 1, 7 épisodes)
- 2016 : Modern Family : Flavia (saison 7, 1 épisode)
- 2017 - 2020 : Au fil des jours : Elena Alvarez
- 2019 : Star Butterfly : Mariposa, jeune (voix, 1 épisode)
- 2019 : Baymax et les Nouveaux Héros : Megan (voix, 1 épisode)

## Distinctions
Sauf indication contraire ou complémentaire, les informations mentionnées dans cette section proviennent de la base de données IMDb.

### Récompenses
- Imagen Foundation Awards 2017 : Meilleure actrice de télévision dans un second rôle pour Au fil des jours

### Nominations
- Imagen Foundation Awards 2018 : Meilleure actrice de télévision dans un second rôle pour Au fil des jours
- Imagen Foundation Awards 2019 : Meilleure actrice de télévision dans un second rôle pour Au fil des jours